# Victor Young
Victor Young (Chicago, 8 augustus 1900 – Palm Springs, 10 november 1956) was een Amerikaans componist van filmmuziek.

## Levensloop
Young werd geboren in een muzikaal gezin. Hij begon viool te spelen op 6-jarige leeftijd. Hij was chef-dirigent voor het radioprogramma Harvest of Stars. Young componeerde onder meer de muziek voor de film Around the World in Eighty Days (1956). Hij werd 22 keer genomineerd voor een Oscar, voordat hij de prijs postuum in de wacht sleepte.

## Filmografie (selectie)
- 1938: Breaking the Ice
- 1938: Army Girl
- 1939: Man of Conquest
- 1939: Gulliver's Travels
- 1939: Golden Boy
- 1939: Way Down South
- 1940: North West Mounted Police
- 1940: Dark Command
- 1940: Arizona
- 1940: Arise, My Love
- 1941: Hold Back the Dawn
- 1942: Take a Letter, Darling
- 1942: Silver Queen
- 1942: Flying Tigers
- 1943: For Whom the Bell Tolls
- 1945: Love Letters (Love letters)
- 1948: The Emperor Waltz
- 1949: My Foolish Heart
- 1949: Samson and Delilah
- 1950: ‘’Rio Grande’’
- 1956: Around the World in Eighty Days
- 1956: Written on the Wind